# Sophie e Vivianne - Due sorelle e un'avventura
Sophie e Vivianne - Due sorelle e un'avventura (Sophie et Virginie) è una serie televisiva a cartoni animati prodotta da ABC e C&D.

## Trama
Le giovani Sophie (otto anni) e Virginie (sedici anni) Mercier sono due sorelle, figlie di Maurice e Caroline Mercier, celebre coppia di archeologi. Mentre i loro genitori vagano per il mondo, le ragazze vivono una vita tranquilla e ricca nella loro villa di famiglia, sotto la vigile cura della loro governante Léontine e del loro amato cane Tudor. Ma un giorno Sophie e Virginie apprendono una terribile notizia: i loro genitori sono morti in un incidente aereo. Ormai senza famiglia, vengono messe in un orfanotrofio, gestito da Madame Lassart, una direttrice giusta ma severa, dove scoprono per la prima volta una vita difficile. Mentre Virginie è vittima di bullismo da parte dei suoi compagni, Sophie piange l'assenza del suo fedele Tudor. Per fortuna poi la situazione migliora: Tudor arriva all'orfanotrofio, dove viene accudito dal custode, Sophie fa amicizia con Paul un ragazzino della sua età e Virginie migliora il suo rapporto con i suoi compagni,
Molto rapidamente, però, ci saranno altre persone interessate alle ragazze. Da Frédéric Rochambeau, che afferma di essere un ex amico di Monsieur e Madame Mercier, al dottor Franck, il medico dell'orfanotrofio, passando per Julien Charon, il nuovo insegnante di sport, e Catherine Dupuis, una giornalista, molte persone stranamente interessate a Sophie e Virginie. E ancora di più quando questi ultimi vengono a sapere che i loro genitori potrebbero non essere morti...
Dopo tante avventure, colpi di scena e tradimenti, Sophie e Virginie, aiutati da Paul, Frédéric e Catherine, scoprono che il dottor Franck è responsabile della scomparsa dei loro genitori, che riescono finalmente a ritrovare. Il dottor Franck riesce a scappare, ma tutti i suoi complici vengono arrestati.
Ma tre anni dopo, mentre Virginie, è diventata a sua volta un'archeologa parte accompagnata da Sophie, Paul, Tudor, Catherine e Frédéric, alla volta dell'Africa alla ricerca dei resti di una tribù dimenticata. Il dottor Franck torna deciso a prendere la sua vendetta. Dopo aver trovato la tribù perduta e, attraverso un programma di controllo mentale di sua progettazione, esercita il dominio totale su di essa e sulle tribù circostanti (dove viene chiamato "Il Gran Maestro"). Il suo obiettivo poi è quello di schiavizzare Sophie e Virginie, in modo che i loro genitori vengano in loro soccorso, e così possa vendicarsi, e soprattutto impossessarsi delle loro menti geniali, come ha già fatto con alcuni professori in vari specialità. Dopo dure avventure, durante le quali vengono drogati e traditi dal loro contatto, riusciranno a fermare il dottore.

## Episodi

### Stagione 1
1. Una giornata intensa
2. Sole
3. La partenza
4. Sophie
5. Una visita misteriosa
6. Una falsa pista
7. Il fedelissimo Tudor
8. Un nuovo professore
9. Una ventata d'aria nuova
10. Una grande delusione
11. Due ombre nella notte
12. Il regalo della signora Lassart
13. La festa del vino
14. Un angelo di passaggio
15. Notizie dall'Africa
16. Una notte a Marsiglia
17. La primavera nel cuore
18. Julien scompare
19. Un invito a Lione
20. Un'ombra nera
21. La trappola
22. La magia nera
23. La prigionia
24. Appuntamento mancato
25. Salvataggio in extremis
26. Il ritorno

### Stagione 2
1. Riunione di famiglia
2. La partenza
3. I primi passi in Africa
4. La nuova guida
5. L'uomo posseduto
6. Notte nella giungla
7. Un aiuto insperato
8. La scoperta
9. Il segreto degli scheletri
10. Una giornata sfortunata
11. La grande aquila
12. Un terribile incontro
13. Nuovi e vecchi amici
14. Un villaggio pericoloso
15. Il piano di Frederic
16. La notte più nera
17. L'incubo
18. Viaggio verso l'ignoto
19. Il volto dietro la maschera
20. L'evasione
21. Fuga verso la libertà
22. Il sacrificio
23. La valle senza ritorno
24. L'ultima speranza
25. La gabbia dei serpenti
26. Duello finale

## Personaggi e doppiatori
- Sophie: Marina Massironi
- Vivianne (Virginie): Alessandra Karpoff
- Paul: Veronica Pivetti
- Frederic: Diego Sabre
- Catherine: Anna Bonel
- Dott. Franck: Orlando Mezzabotta
- Maurice: Gianfranco Gamba
- Caroline: Lisa Mazzotti
- Léontine: Grazia Migneco

## Sigle
Sigle italianaSophie e Vivianne, due sorelle e un'avventura, musica di Carmelo Carucci, testo di Alessandra Valeri Manera, interpretata da Cristina D'Avena.